# Richard Grenier
Richard Grenier (né le 18 septembre 1952 à Montréal, Québec, Canada) est un joueur professionnel de hockey sur glace. Il a évolué dans la Ligue nationale de hockey avec les Islanders de New York et dans l’Association mondiale de hockey avec les Nordiques de Québec.

## Carrière junior
Richard Grenier commence sa carrière junior dans la Ligue de hockey junior majeur du Québec en disputant 6 parties avec le National de Rosemont pendant la saison 1969-1970. L’année suivante, il se retrouve avec les Remparts de Québec, avec qui il joue 62 matchs et marque 99 points. Lors de cette saison 1970-1971, le club de Québec remporte tous les honneurs, terminant premier au classement de la ligue, gagnant la Coupe du président en séries éliminatoires et remportant la Coupe Memorial face aux Oil Kings d'Edmonton lors du tournoi canadien. L’entraîneur de Grenier est Maurice Filion et parmi ses coéquipiers on retrouve Guy Lafleur, Jacques Richard et André Savard. Richard Grenier retourne dans la région de Montréal la saison suivante alors qu’il s’aligne pour les Maple Leafs de Verdun. Il connaît alors la meilleure saison de sa carrière chez les juniors, produisant 46 buts et 56 passes en 61 matchs. Il est sélectionné au 65e rang par les Islanders de New York lors du repêchage amateur de la Ligue nationale de hockey de 1972.

## Carrière professionnelle
Grenier commence sa carrière professionnelle avec New York en octobre 1972. Après un essai de 10 matchs, où il a récolté 1 but et 1 passe, il est retourné au club-école des Islanders, les Nighthawks de New Haven. Lors des saisons 1973-1974 et 1974-1975, il passe la majeure partie de son temps dans la Ligue centrale de hockey avec Fort Worth. En juin 1975, il accepte une offre des Jaros de la Beauce, la nouvelle équipe de la North American Hockey League. Il connaît alors la meilleure saison de sa carrière, produisant 77 buts et 83 passes pour 160 points en 73 parties. Il termine au deuxième rang des meilleurs marqueurs de la ligue, derrière son coéquipier Joe Hardy qui obtient 208 points. En séries éliminatoires, il compte 14 buts en 12 parties, mais les Jaros perdent le Coupe Lockhart aux mains des Firebirds de Philadelphie.
Les Nordiques de Québec lui offrent un essai lors du camp d’entraînement de 1976 et Grenier réussit à se tailler un poste avec l’équipe. Il passe toutefois la majeure partie de la saison avec le club-école de la formation québécoise, les Nordiques du Maine de la NAHL, compilant une fiche de 48 points en 41 matchs. Il connaît d’autres bonnes séries éliminatoires, marquant 12 buts en 12 matchs, mais il perd encore une fois la Coupe Lockhart en finale, face aux Blazers de Syracuse.
À l’automne de 1977, Grenier va rejoindre son coéquipier du temps des Jaros, Joe Hardy, qui s’aligne maintenant avec les Dusters de Binghamton. Avec son nouveau club, Grenier va connaître des saisons de 76 et 64 points, terminant même meilleur buteur de la Ligue américaine de hockey en 1978 avec 46 buts. À l’aube des années 1980, il quitte l’Amérique pour l’Europe où il va porter l’uniforme du club autrichien de Feldkirch. En seulement 34 parties, il marque 103 points dont 60 buts. À la fin de l’hiver 1980, il revient au Canada et s’aligne avec les Voyageurs de la Nouvelle-Écosse pour une douzaine de matchs de saison régulière et d’éliminatoires.
Grenier passe la saison 1980-1981 en Finlande où il joue pour le Kiekkoreipas Lahti de la Sm-liiga. Il poursuit ensuite son expérience européenne en se joignant au HC Arosa en LNA. Il termine la saison 1981-1982 avec 40 buts en 36 matchs et aide son équipe à remporter le championnat de Suisse de hockey sur glace. Il joue un autre hiver à Arosa avant de retourner en Autriche où il dispute 7 autres saisons de hockey. Naturalisé autrichien, il participe au championnat du monde de hockey de 1987 et aide le club de son pays d’adoption à terminer en 3e place de la deuxième division. Il prend sa retraite du hockey professionnel à l’issue de la saison 1989-1990.

## Après-carrière
Jusqu’en 2009, Richard Grenier a participé à des matchs d’anciens hockeyeurs dans le but d’amasser des fonds caritatifs au Québec,,.
En novembre 1998,  il a été intronisé au Temple de la renommée des Jeunes sportifs d’Hochelaga, son patelin d’origine.

## Trophées et récompenses
- Remporte la Coupe du Président avec les Remparts de Québec en 1971
- Remporte la Coupe Memorial avec les Remparts de Québec en 1971
- Membre de la première équipe d’étoiles de la NAHL en 1976
- Membre de la deuxième équipe d’étoiles de la NAHL en 1977